# World Games 2017/Teilnehmer (Ukraine)
| Gelbes Symbol für Goldmedaillen mit stilisierten Olympischen Ringen | Graues Symbol für Silbermedaillen mit stilisierten Olympischen Ringen | Braundes Symbol für Bronzemedaillen mit stilisierten Olympischen Ringen |
| ------------------------------------------------------------------- | --------------------------------------------------------------------- | ----------------------------------------------------------------------- |
| 10                                                                  | 7                                                                     | 8                                                                       |

Die Ukraine nahm in Breslau an den World Games 2017 teil. Die ukrainische Delegation bestand aus 77 Athleten.

## Medaillengewinner

### Gold
| Name                              | Sportart        | Wettkampf                    |
| --------------------------------- | --------------- | ---------------------------- |
| Bohdan Motschulskyj               | Jiu Jitsu       | 62 kg Fighting               |
| Stanislaw Horuna                  | Karate          | Kumite 75 kg                 |
| Igor Ljubtschenko                 | Muay Thai       | 63,5 kg                      |
| Serhij Kuljaba                    | Muay Thai       | 67 kg                        |
| Oleh Pryjmatschow                 | Muay Thai       | 91 kg                        |
| Switlana Trosjuk                  | Sumō            | Leichtgewicht                |
| Natalja Moskwina Switlana Malkowa | Trampolinturnen | Synchronspringen             |
| Anton Bondarenko                  | Indoor-Rudern   | 500 m Offene Gewichtsklasse  |
| Olena Burjak                      | Indoor-Rudern   | 500 m Offene Gewichtsklasse  |
| Olena Burjak                      | Indoor-Rudern   | 2000 m Offene Gewichtsklasse |
| Orfan Sanansade                   | Kickboxen       | K1 63,5 kg                   |
| Witalij Dubina                    | Kickboxen       | K1 71 kg                     |

### Silber
| Name                               | Sportart        | Wettkampf          |
| ---------------------------------- | --------------- | ------------------ |
| Anita Serogina                     | Karate          | Kumite 61 kg       |
| Wolodymyr Ryssjew                  | Kraftdreikampf  | Mittelgewicht      |
| Tetjana Melnyk                     | Kraftdreikampf  | Superschwergewicht |
| Wassyl Sorokin                     | Muay Thai       | 75 kg              |
| Danyjil Boldyrjew                  | Sportklettern   | Speedklettern      |
| Iwanna Beresowska                  | Sumō            | Offene Klasse      |
| Mykola Prostorow Dmytro Bjedjewkin | Trampolinturnen | Synchronspringen   |

### Bronze
| Name                            | Sportart         | Wettkampf                    |
| ------------------------------- | ---------------- | ---------------------------- |
| Weronika Habelok Iryna Nasimowa | Akrobatik        | Trio                         |
| Kateryna Djelowa                | Flossenschwimmen | 50 m Tauchen                 |
| Iryna Pikiner                   | Flossenschwimmen | 100 m Doppelflosse           |
| Anastasija Antonjak             | Flossenschwimmen | 200 m                        |
| Anastasja Antonjak              | Flossenschwimmen | 400 m                        |
| Andrij Nanjew                   | Kraftdreikampf   | Mittelgewicht                |
| Dmytro Semenenko                | Kraftdreikampf   | Schwergewicht                |
| Maryna Maksymenko               | Sumō             | Mittelgewicht                |
| Anton Bondarenko                | Indoor-Rudern    | 2000 m Offene Gewichtsklasse |
| Roman Holowatjuk                | Kickboxen        | K1 +91 kg                    |

## Teilnehmer nach Sportarten

### Aerobic
| Athleten | Wettbewerb | Qualifikation | Qualifikation | Finale | Finale | Rang |
| Athleten | Wettbewerb | Punkte        | Platz         | Punkte | Platz  | Rang |
| --- | ---------- | ------------- | ------------- | ------ | ------ | ---- |
| Mixed |            |               |               |        |        |      |
| Daria Subotina Oksana Plyushch Oleksandra Mokhort Kateryna Cherkez Kateryna Sachik Darya Gutsalyuk Oleksandra Podopryhora Kateryna Velykodna | Step       | 17.000        | 4             | 17.800 | 4      | 4    |

### Akrobatik
| Athleten                                                      | Wettbewerb | Qualifikation | Qualifikation | Finale        | Finale        | Rang          |
| Athleten                                                      | Wettbewerb | Punkte        | Rang          | Punkte        | Rang          | Rang          |
| ------------------------------------------------------------- | ---------- | ------------- | ------------- | ------------- | ------------- | ------------- |
| Frauen                                                        |            |               |               |               |               |               |
| Veronika Habelok Iryna Nazimova                               | Paar       | 53.360        | 4             | 27.930        | 3             | Bronze        |
| Männer                                                        |            |               |               |               |               |               |
| Stanislav Kukurudz Vladyslav Kukurudz Yurii Push Taras Yarush | Gruppe     | 52.330        | 5             | ausgeschieden | ausgeschieden | ausgeschieden |

### Bowling
| Athleten                        | Wettbewerb | Qualifikation | Qualifikation | Vorrunde                     | Vorrunde | Vorrunde                        | Vorrunde | Vorrunde                     | Vorrunde | Achtelfinale   | Achtelfinale  | Viertelfinale                   | Viertelfinale | Halbfinale                     | Halbfinale    | Finale/Platz 3                        | Finale/Platz 3 | Rang          |
| Athleten                        | Wettbewerb | Punkte        | Rang          | Gegner                       | Ergebnis | Gegner                          | Ergebnis | Gegner                       | Ergebnis | Gegner         | Ergebnis      | Gegner                          | Ergebnis      | Gegner                         | Ergebnis      | Gegner                                | Ergebnis       | Rang          |
| ------------------------------- | ---------- | ------------- | ------------- | ---------------------------- | -------- | ------------------------------- | -------- | ---------------------------- | -------- | -------------- | ------------- | ------------------------------- | ------------- | ------------------------------ | ------------- | ------------------------------------- | -------------- | ------------- |
| Frauen                          |            |               |               |                              |          |                                 |          |                              |          |                |               |                                 |               |                                |               |                                       |                |               |
| Daria Kovalova                  | Einzel     | 1293          | 15            | –                            | –        | –                               | –        | –                            | –        | Rocio Restrepo | 2:1           | Moonjeong Kim                   | 2:1           | Kelly Kulick                   | 0:2           | Platz 3: Clara Guerrero               | 0:2            | 4             |
| Liliia Kononenko                | Einzel     | 1144          | 31            | –                            | –        | –                               | –        | –                            | –        | ausgeschieden  | ausgeschieden | ausgeschieden                   | ausgeschieden | ausgeschieden                  | ausgeschieden | ausgeschieden                         | ausgeschieden  | ausgeschieden |
| Daria Kovalova Liliia Kononenko | Doppel     | –             | –             | Samantha Hannan / Becky Daly | 824:794  | Jasmine Yeong-Nathan / Joey Yeo | 802:934  | Tania López / Sandra Góngora | 811:928  | –              | –             | Miranda Panas / Valerie Bercier | 853:1057      | Danielle McEwan / Kelly Kulick | 812:903       | Platz 3: Tania López / Sandra Góngora | 835:965        | 4             |

### Flossenschwimmen
| Athleten                                                              | Wettbewerb         | Finale      | Finale | Rang   |
| Athleten                                                              | Wettbewerb         | Zeit        | Rang   | Rang   |
| --------------------------------------------------------------------- | ------------------ | ----------- | ------ | ------ |
| Frauen                                                                |                    |             |        |        |
| Kateryna Dyelova                                                      | 50 m Tauchen       | 16,40 s     | 3      | Bronze |
| Iryna Pikiner                                                         | 50 m Doppelflosse  | 21,65 s     | 4      | 4      |
| Iryna Pikiner                                                         | 100 m Doppelflosse | 46,92 s     | 3      | Bronze |
| Kseniia Skrypel                                                       | 100 m Doppelflosse | 49,22 s     | 6      | 6      |
| Anastasia Antoniak                                                    | 200 m              | 1:28,76 min | 3      | Bronze |
| Anastasia Antoniak                                                    | 400 m              | 3:17,61 min | 3      | Bronze |
| Yuliia Chumak                                                         | 400 m              | 3:18,48 min | 4      | 4      |
| Svitlana Hukova Valentyna Rieznik Anastasia Antoniak Kateryna Dyelova | 4 × 100 m Staffel  | 2:41,95 min | 6      | 6      |

### Indoor-Rudern
| Athleten         | Wettbewerb                   | Zeit       | Rang   |
| ---------------- | ---------------------------- | ---------- | ------ |
| Frauen           |                              |            |        |
| Olena Burjak     | 500 m Offene Gewichtsklasse  | 1:24,5 min | Gold   |
| Olena Burjak     | 2000 m Offene Gewichtsklasse | 6:22,8 min | Gold   |
| Männer           |                              |            |        |
| Anton Bondarenko | 500 m Offene Gewichtsklasse  | 1:12,1 min | Gold   |
| Anton Bondarenko | 2000 m Offene Gewichtsklasse | 5:46,5 min | Bronze |

### Jiu Jitsu
| Athleten          | Wettbewerb     | Vorrunde       | Vorrunde | Vorrunde                      | Vorrunde | Halbfinale     | Halbfinale    | Finale / Platz 3                | Finale / Platz 3 | Rang          |
| Athleten          | Wettbewerb     | Gegner         | Ergebnis | Gegner                        | Ergebnis | Gegner         | Ergebnis      | Gegner                          | Ergebnis         | Rang          |
| ----------------- | -------------- | -------------- | -------- | ----------------------------- | -------- | -------------- | ------------- | ------------------------------- | ---------------- | ------------- |
| Männer            |                |                |          |                               |          |                |               |                                 |                  |               |
| Bohdan Mochulskyi | 62 kg Fighting | Louis Cloots   | 13:5     | Radoslav Markov               | 7:17     | Roman Apolonov | 14:6          | Jairo Alejandro Viviescas Ortiz | 9:8              | Gold          |
| Ivan Nastenko     | 85 kg Fighting | Mikkel Willard | 5:7      | Junior David Cabezas Quinones | 11:11    | ausgeschieden  | ausgeschieden | ausgeschieden                   | ausgeschieden    | ausgeschieden |

### Karate
| Athleten         | Wettbewerb   | Vorrunde         | Vorrunde | Vorrunde           | Vorrunde | Vorrunde          | Vorrunde | Halbfinale         | Halbfinale    | Finale / Platz 3   | Finale / Platz 3 | Rang          |
| Athleten         | Wettbewerb   | Gegner           | Ergebnis | Gegner             | Ergebnis | Gegner            | Ergebnis | Gegner             | Ergebnis      | Gegner             | Ergebnis         | Rang          |
| ---------------- | ------------ | ---------------- | -------- | ------------------ | -------- | ----------------- | -------- | ------------------ | ------------- | ------------------ | ---------------- | ------------- |
| Frauen           |              |                  |          |                    |          |                   |          |                    |               |                    |                  |               |
| Kateryna Kryva   | Kumite 50 kg | Serap Özçelik    | 0:0      | Bettina Plank      | 0:1      | Alexandra Recchia | 0:1      | ausgeschieden      | ausgeschieden | ausgeschieden      | ausgeschieden    | ausgeschieden |
| Ilja Smorguner   | Kumite 50 kg | Alexandra Grande | 0:0      | Kristina Mah       | 5:0      | –                 | –        | Justyna Gradowska  | 2:0           | Alexandra Grande   | 0:2              | Silber        |
| Männer           |              |                  |          |                    |          |                   |          |                    |               |                    |                  |               |
| Stanislav Horuna | Kumite 75 kg | Thomas Scott     | 6:1      | Maciej Boguszewski | 6:0      | Yermek Ainazarov  | 4:0      | Hernanit Verissimo | 4:1           | Aliasghar Asiabari | 4:2              | Gold          |

### Kickboxen
| Athleten             | Wettbewerb | Viertelfinale         | Viertelfinale | Halbfinale              | Halbfinale | Finale / Platz 3            | Finale / Platz 3           | Rang   |
| Athleten             | Wettbewerb | Gegner                | Ergebnis      | Gegner                  | Ergebnis   | Gegner                      | Ergebnis                   | Rang   |
| -------------------- | ---------- | --------------------- | ------------- | ----------------------- | ---------- | --------------------------- | -------------------------- | ------ |
| Frauen               |            |                       |               |                         |            |                             |                            |        |
| Natallia Martiukhina | K1 60 kg   | Tatiana Ponomareva    | 3:0           | Melissa Aceves Martinez | 1:2        | Platz 3: Nabila Tabit       | 0:3                        | 4      |
| Männer               |            |                       |               |                         |            |                             |                            |        |
| Orfan Sananzade      | K1 63,5 kg | David Aceves Martinez | 2:1           | Muhamet Deskaj          | 2:1        | Aleksandar Konovalov        | 2:1                        | Gold   |
| Yurii Peretiatko     | K1 67 kg   | Hamid Amni            | 3:0           | Jason Hinds             | 1:2        | Platz 3: Kazieczko Wojciech | Niederlage durch Walk-over | 4      |
| Vitalii Dubina       | K1 71 kg   | Ali Hasan             | 3:0           | Itai Gershon            | 2:1        | Bogdan Shumarov             | 3:0                        | Gold   |
| Roman Holovatiuk     | K1 +91 kg  | Saša Polugić          | 3:0           | Guto Inocente           | 0:3        | Platz 3: Michal Turynski    | Sieg durch Walk-over       | Bronze |

### Kraftdreikampf
| Athleten            | Wettbewerb         | Kniebeugen (kg) | Bankdrücken (kg) | Kreuzheben (kg) | Gesamt (kg)     | Punkte          | Rang            |
| ------------------- | ------------------ | --------------- | ---------------- | --------------- | --------------- | --------------- | --------------- |
| Frauen              |                    |                 |                  |                 |                 |                 |                 |
| Kateryna Klymenko   | Leichtgewicht      | 175,0           | 120,0            | 172,5           | 467,5           | 583,86          | 7               |
| Larysa Soloviova    | Mittelgewicht      | 225,0           | 170,0            | 210,0           | 605,0           | 650,19          | Gold            |
| Tetyana Melnyk      | Superschwergewicht | 245,0           | 170,0            | 205,0           | 620,0           | 598,36          | Silber          |
| Yevheniia Tishakova | Superschwergewicht | 260,0           | 140,0            | 220,0           | 620,0           | 563,95          | 5               |
| Männer              |                    |                 |                  |                 |                 |                 |                 |
| Volodymyr Rysiev    | Mittelgewicht      | 360,0           | 252,5            | 332,5           | 945,0           | 632,58          | Silber          |
| Andrii Naniev       | Mittelgewicht      | 347,5           | 268,5            | 315,0           | 931,0           | 622,19          | Bronze          |
| Sergii Bilyi        | Schwergewicht      | 407,5           | 297,5            | 375,0           | 1080,0          | 662,47          | Gold            |
| Dmytro Semenenko    | Schwergewicht      | 432,0           | 280,0            | 330,0           | 1042,0          | 624,57          | Bronze          |
| Oleksii Rokochiy    | Superschwergewicht | 432,5           | 317,5            | 355,0           | 1105,0          | 632,50          | Gold            |
| Oleksii Bychkov     | Superschwergewicht | disqualifiziert | disqualifiziert  | disqualifiziert | disqualifiziert | disqualifiziert | disqualifiziert |

### Luftsport
| Athleten       | Wettbewerb | Runde 1 | Runde 2 | Runde 3 | Runde 4 | Runde 5 | Runde 6 | Runde 7 | Runde 8 | Runde 9 | Runde 10 | Runde 11 | Runde 12 | Gesamt  | Rang |
| -------------- | ---------- | ------- | ------- | ------- | ------- | ------- | ------- | ------- | ------- | ------- | -------- | -------- | -------- | ------- | ---- |
| Mixed          |            |         |         |         |         |         |         |         |         |         |          |          |          |         |      |
| Andrii Stalnyi | Swooping   | 31      | 18      | 10      | 27      | 27      | 21      | 4       | 27      | 29      | 28       | 24       | 30       | 300.000 | 31   |

### Muay Thai
| Athleten           | Wettbewerb | Viertelfinale      | Viertelfinale | Halbfinale            | Halbfinale    | Finale/Platz 3             | Finale/Platz 3 | Rang          |
| Athleten           | Wettbewerb | Gegner             | Ergebnis      | Gegner                | Ergebnis      | Gegner                     | Ergebnis       | Rang          |
| ------------------ | ---------- | ------------------ | ------------- | --------------------- | ------------- | -------------------------- | -------------- | ------------- |
| Frauen             |            |                    |               |                       |               |                            |                |               |
| Viktoria Ivanets   | 60 kg      | Gia Winberg        | 27:30         | ausgeschieden         | ausgeschieden | ausgeschieden              | ausgeschieden  | ausgeschieden |
| Männer             |            |                    |               |                       |               |                            |                |               |
| Kostiantyn Trishyn | 57 kg      | Kamarrudin Ain Bin | 0:0           | Aleksandr Abramov     | 27:30         | Platz 3: Almaz Sarsembekov | 9:10           | Bronze        |
| Igor Liubchenko    | 63,5 kg    | Abil Galiyev       | 10:9          | Ahmad Ondash          | 10:9          | Ali Zarinfar               | 30:27          | Gold          |
| Serhii Kuliaba     | 67 kg      | Akram Al-Qaysi     | 10:9          | Anueng Khatthamarasri | 29:28         | Vladimir Kuzmin            | 29:28          | Gold          |
| Vasyl Sorokin      | 75 kg      | Zhang Yongkang     | 30:27         | Ivan Grigorev         | 29:28         | Vital Hurkou               | 28:29          | Silber        |
| Oleh Pryimachov    | 91 kg      | Rok Erste          | RSC-OC        | Jakob Styben          | 30:27         | Łukasz Radosz              | 0:0            | Gold          |

RSC-OC = Referee Stopping Contest - Out Class in Round 1

### Orientierungslauf
| Athleten                                                      | Wettbewerb    | Zeit            | Rang            |
| ------------------------------------------------------------- | ------------- | --------------- | --------------- |
| Frauen                                                        |               |                 |                 |
| Kaeryna Dzema                                                 | Sprint        | 16:18,50 min    | 24              |
| Nadiya Volynska                                               | Sprint        | disqualifiziert | disqualifiziert |
| Kaeryna Dzema                                                 | Mittelstrecke | 47:47 min       | 33              |
| Nadiya Volynska                                               | Mittelstrecke | 37:31 min       | 9               |
| Männer                                                        |               |                 |                 |
| Ruslan Glibov                                                 | Sprint        | 14:58,50 min    | 4               |
| Oleksandr Kratov                                              | Sprint        | 16:54,90 min    | 35              |
| Ruslan Glibov                                                 | Mittelstrecke | 36:10 min       | 8               |
| Oleksandr Kratov                                              | Mittelstrecke | 36:07 min       | 6               |
| Mixed                                                         |               |                 |                 |
| Kateryna Dzema Oleksandr Kratov Ruslan Glibov Nadiya Volynska | Staffel       | 1:06:32         | 9               |

### Rhythmische Sportgymnastik
| Athleten        | Wettbewerb | Qualifikation | Qualifikation | Finale        | Finale        | Rang          |
| Athleten        | Wettbewerb | Punkte        | Rang          | Punkte        | Rang          | Rang          |
| --------------- | ---------- | ------------- | ------------- | ------------- | ------------- | ------------- |
| Frauen          |            |               |               |               |               |               |
| Olena Diachenko | Ball       | 14.000        | 15            | ausgeschieden | ausgeschieden | ausgeschieden |
| Viktoria Mazur  | Ball       | 16.450        | 7             | 15.550        | 6             | 6             |
| Olena Diachenko | Kegel      | 12.950        | 18            | ausgeschieden | ausgeschieden | ausgeschieden |
| Viktoria Mazur  | Kegel      | 15.900        | 5             | 12.950        | 8             | 8             |
| Olena Diachenko | Reifen     | 14.050        | 19            | ausgeschieden | ausgeschieden | ausgeschieden |
| Viktoria Mazur  | Reifen     | 16.600        | 7             | 14.650        | 7             | 7             |
| Olena Diachenko | Schleife   | 13.200        | 14            | ausgeschieden | ausgeschieden | ausgeschieden |
| Viktoria Mazur  | Schleife   | 13.700        | 13            | ausgeschieden | ausgeschieden | ausgeschieden |

### Sportklettern
| Athleten        | Wettbewerb    | Qualifikation | Qualifikation | Viertelfinale | Viertelfinale | Halbfinale        | Halbfinale | Finale                    | Finale   | Rang   |
| Athleten        | Wettbewerb    | Ergebnis      | Rang          | Gegner        | Ergebnis      | Gegner            | Ergebnis   | Gegner                    | Ergebnis | Rang   |
| --------------- | ------------- | ------------- | ------------- | ------------- | ------------- | ----------------- | ---------- | ------------------------- | -------- | ------ |
| Männer          |               |               |               |               |               |                   |            |                           |          |        |
| Danyil Boldyrev | Speedklettern | 5,59 s        | 1             | John Brosler  | 6,10:6,58     | Stanislav Kokorin | 5,66:5,85  | Reza Alipourshenazandifar | DSQ:5,57 | Silber |

### Squash
| Athleten                 | 1. Runde       | 1. Runde | Achtelfinale  | Achtelfinale  | Viertelfinale | Viertelfinale | Halbfinale    | Halbfinale    | Finale        | Finale        | Rang          |
| Athleten                 | Gegner         | Ergebnis | Gegner        | Ergebnis      | Gegner        | Ergebnis      | Gegner        | Ergebnis      | Gegner        | Ergebnis      | Rang          |
| ------------------------ | -------------- | -------- | ------------- | ------------- | ------------- | ------------- | ------------- | ------------- | ------------- | ------------- | ------------- |
| Frauen                   |                |          |               |               |               |               |               |               |               |               |               |
| Alina Buschma            | Joey Chan      | 0:3      | ausgeschieden | ausgeschieden | ausgeschieden | ausgeschieden | ausgeschieden | ausgeschieden | ausgeschieden | ausgeschieden | ausgeschieden |
| Nadija Ussenko           | Fiona Moverley | 0:3      | ausgeschieden | ausgeschieden | ausgeschieden | ausgeschieden | ausgeschieden | ausgeschieden | ausgeschieden | ausgeschieden | ausgeschieden |
| Männer                   |                |          |               |               |               |               |               |               |               |               |               |
| Kostjantyn Rybaltschenko | Yip Tsz-Fung   | 0:3      | ausgeschieden | ausgeschieden | ausgeschieden | ausgeschieden | ausgeschieden | ausgeschieden | ausgeschieden | ausgeschieden | ausgeschieden |

### Sumō
| Athleten           | Wettbewerb            | 1. Runde          | 1. Runde | 2. Runde                 | 2. Runde      | Achtelfinale                     | Achtelfinale  | Viertelfinale                | Viertelfinale | Halbfinale                    | Halbfinale    | Finale/Platz 3                | Finale/Platz 3 | Rang          |
| Athleten           | Wettbewerb            | Gegner            | Ergebnis | Gegner                   | Ergebnis      | Gegner                           | Ergebnis      | Gegner                       | Ergebnis      | Gegner                        | Ergebnis      | Gegner                        | Ergebnis       | Rang          |
| ------------------ | --------------------- | ----------------- | -------- | ------------------------ | ------------- | -------------------------------- | ------------- | ---------------------------- | ------------- | ----------------------------- | ------------- | ----------------------------- | -------------- | ------------- |
| Frauen             |                       |                   |          |                          |               |                                  |               |                              |               |                               |               |                               |                |               |
| Svitlana Trosiuk   | Leichtgewicht         | –                 | –        | –                        | –             | Vera Koval                       | gewonnen      | Rikke Juell Bugge            | gewonnen      | Yuka Okutomi                  | gewonnen      | Luciana Higuchi Montgomery    | gewonnen       | Gold          |
| Maryna Maksymenko  | Mittelgewicht         | –                 | –        | –                        | –             | Hikaru Mizunuma                  | verloren      | Repechage: Anna Aleksandrova | gewonnen      | Repechage: Olimpia Robakowska | gewonnen      | Platz 3: Hikaru Mizunuma      | gewonnen       | Bronze        |
| Maryna Maksymenko  | Mittelgewicht         | –                 | –        | –                        | –             | Repechage: Marina Rozum          | gewonnen      | Repechage: Anna Aleksandrova | gewonnen      | Repechage: Olimpia Robakowska | gewonnen      | Platz 3: Hikaru Mizunuma      | gewonnen       | Bronze        |
| Maria Drboian      | Schwergewicht         | –                 | –        | –                        | –             | Vivien Sárkány                   | verloren      | ausgeschieden                | ausgeschieden | ausgeschieden                 | ausgeschieden | ausgeschieden                 | ausgeschieden  | ausgeschieden |
| Ivanna Berezovska  | Schwergewicht         | –                 | –        | –                        | –             | Erika Makai                      | gewonnen      | Viparat Vituteerasan         | gewonnen      | Olga Davydko                  | verloren      | Platz 3: Viparat Vituteerasan | verloren       | 4             |
| Ivanna Berezovska  | Schwergewicht         | –                 | –        | –                        | –             | Erika Makai                      | gewonnen      | Viparat Vituteerasan         | gewonnen      | Repechage: Sarah Gomes        | gewonnen      | Platz 3: Viparat Vituteerasan | verloren       | 4             |
| Svitlana Trosiuk   | Offene Gewichtsklasse | Vera Koval        | verloren | ausgeschieden            | ausgeschieden | ausgeschieden                    | ausgeschieden | ausgeschieden                | ausgeschieden | ausgeschieden                 | ausgeschieden | ausgeschieden                 | ausgeschieden  | ausgeschieden |
| Maryna Maksymenko  | Offene Gewichtsklasse | Sonya del Gallego | verloren | ausgeschieden            | ausgeschieden | ausgeschieden                    | ausgeschieden | ausgeschieden                | ausgeschieden | ausgeschieden                 | ausgeschieden | ausgeschieden                 | ausgeschieden  | ausgeschieden |
| Maria Drboian      | Offene Gewichtsklasse | Euscris Pereira   | gewonnen | Yuka Okutomi             | gewonnen      | Vivien Sárkány                   | gewonnen      | Anna Aleksandrova            | gewonnen      | Anna Poliakova                | verloren      | ausgeschieden                 | ausgeschieden  | ausgeschieden |
| Maria Drboian      | Offene Gewichtsklasse | Euscris Pereira   | gewonnen | Yuka Okutomi             | gewonnen      | Vivien Sárkány                   | gewonnen      | Anna Aleksandrova            | gewonnen      | Repechage: Maria Cedeno       | verloren      | ausgeschieden                 | ausgeschieden  | ausgeschieden |
| Ivanna Berezovska  | Offene Gewichtsklasse | Yuka Ueta         | gewonnen | Olimpia Robakowska       | gewonnen      | Viparat Vituteerasan             | gewonnen      | Maria Cedeno                 | gewonnen      | Sarah Gomes                   | gewonnen      | Anna Poliakova                | verloren       | Silber        |
| Männer             |                       |                   |          |                          |               |                                  |               |                              |               |                               |               |                               |                |               |
| Kostiantyn Bulatov | Leichtgewicht         | –                 | –        | –                        | –             | Oscar Hernandez                  | gewonnen      | Badral Baasandorj            | gewonnen      | Trent Sabo                    | verloren      |                               |                |               |
| Kostiantyn Bulatov | Leichtgewicht         | –                 | –        | –                        | –             | Oscar Hernandez                  | gewonnen      | Badral Baasandorj            | gewonnen      | Repechage: Pawel Wojda        | verloren      |                               |                |               |
| Mykola Kozhukhov   | Mittelgewicht         | –                 | –        | –                        | –             | Kiyoyuki Noguchi                 | verloren      | ausgeschieden                | ausgeschieden | ausgeschieden                 | ausgeschieden | ausgeschieden                 | ausgeschieden  | ausgeschieden |
| Serhii Sokolovskyi | Schwergewicht         | –                 | –        | –                        | –             | Kojiro Kurokawa                  | verloren      | ausgeschieden                | ausgeschieden | ausgeschieden                 | ausgeschieden | ausgeschieden                 | ausgeschieden  | ausgeschieden |
| Serhii Sokolovskyi | Schwergewicht         | –                 | –        | –                        | –             | Repechage: Eduard Kudzoev        | verloren      | ausgeschieden                | ausgeschieden | ausgeschieden                 | ausgeschieden | ausgeschieden                 | ausgeschieden  | ausgeschieden |
| Oleksandr Veresiuk | Schwergewicht         | –                 | –        | –                        | –             | Flavio Kosaihira                 | gewonnen      | Soichiro Kurokawa            | verloren      | ausgeschieden                 | ausgeschieden | ausgeschieden                 | ausgeschieden  | ausgeschieden |
| Oleksandr Veresiuk | Schwergewicht         | –                 | –        | –                        | –             | Repechage: Natsagdorj Dugersuren | verloren      | Soichiro Kurokawa            | verloren      | ausgeschieden                 | ausgeschieden | ausgeschieden                 | ausgeschieden  | ausgeschieden |
| Kostiantyn Bulatov | Offene Gewichtsklasse | –                 | –        | Vasilii Margiev          | verloren      | ausgeschieden                    | ausgeschieden | ausgeschieden                | ausgeschieden | ausgeschieden                 | ausgeschieden | ausgeschieden                 | ausgeschieden  | ausgeschieden |
| Mykola Kozhukhov   | Offene Gewichtsklasse | Hayato Miwa       | verloren | Repechage: Mark Lawrence | gewonnen      | Repechage: Eduard Kudzoev        | gewonnen      | Repechage: Soichiro Kurokawa | verloren      | ausgeschieden                 | ausgeschieden | ausgeschieden                 | ausgeschieden  | ausgeschieden |
| Serhii Sokolovskyi | Offene Gewichtsklasse | Atsamaz Kaziev    | verloren | ausgeschieden            | ausgeschieden | ausgeschieden                    | ausgeschieden | ausgeschieden                | ausgeschieden | ausgeschieden                 | ausgeschieden | ausgeschieden                 | ausgeschieden  | ausgeschieden |
| Oleksandr Veresiuk | Offene Gewichtsklasse | Colton Runyan     | gewonnen | Batyr Altyev             | verloren      | Repechage: Natsagdorj Dugersuren | gewonnen      | Repechage: Jacek Piersiak    | gewonnen      | Repechage: Hayato Miwa        | verloren      | ausgeschieden                 | ausgeschieden  | ausgeschieden |
| Oleksandr Veresiuk | Offene Gewichtsklasse | Colton Runyan     | gewonnen | Repechage: Isao Shibaoka | gewonnen      | Repechage: Natsagdorj Dugersuren | gewonnen      | Repechage: Jacek Piersiak    | gewonnen      | Repechage: Hayato Miwa        | verloren      | ausgeschieden                 | ausgeschieden  | ausgeschieden |

### Tanzen

#### Latein Tänze
| Athleten                       | 1. Runde | 1. Runde    | 1. Runde | 1. Runde   | 1. Runde | Redance | Redance     | Redance | Redance    | Redance | Finale        | Finale        | Finale        | Finale        | Finale        | Rang |
| Athleten                       | Samba    | Cha Cha Cha | Rumba    | Paso Doble | Jive     | Samba   | Cha Cha Cha | Rumba   | Paso Doble | Jive    | Samba         | Cha Cha Cha   | Rumba         | Paso Doble    | Jive          | Rang |
| ------------------------------ | -------- | ----------- | -------- | ---------- | -------- | ------- | ----------- | ------- | ---------- | ------- | ------------- | ------------- | ------------- | ------------- | ------------- | ---- |
| Paar                           |          |             |          |            |          |         |             |         |            |         |               |               |               |               |               |      |
| Oksana Lukyanenko Roman Gerbey | 18       | 16          | 17       | 15         | 15       | 6       | 7           | 9       | 7          | 8       | ausgeschieden | ausgeschieden | ausgeschieden | ausgeschieden | ausgeschieden | 18   |

### Trampolinturnen
| Athleten                           | Wettbewerb       | Qualifikation | Qualifikation | Finale        | Finale        | Rang          |
| Athleten                           | Wettbewerb       | Ergebnis      | Rang          | Ergebnis      | Rang          | Rang          |
| ---------------------------------- | ---------------- | ------------- | ------------- | ------------- | ------------- | ------------- |
| Frauen                             |                  |               |               |               |               |               |
| Nataliia Moskvina Svitlana Malkova | Synchronspringen | 84.150        | 7             | 48.100        | 1             | Gold          |
| Kateryna Bayeva                    | Tumbling         | 48.200        | 10            | ausgeschieden | ausgeschieden | ausgeschieden |
| Männer                             |                  |               |               |               |               |               |
| Mykola Prostorov Dmytro Byedyevkin | Synchronspringen | 86.450        | 5             | 51.200        | 2             | Silber        |
| Stanislav Podostroiets             | Tumbling         | 66.100        | 8             | 54.600        | 8             | 8             |

### Wasserski
| Athleten         | Wettbewerb  | Qualifikation | Qualifikation | Finale        | Finale        | Rang          |
| Athleten         | Wettbewerb  | Ergebnis      | Rang          | Ergebnis      | Rang          | Rang          |
| ---------------- | ----------- | ------------- | ------------- | ------------- | ------------- | ------------- |
| Männer           |             |               |               |               |               |               |
| Danylo Filchenko | Trickfahren | 6940          | 9             | ausgeschieden | ausgeschieden | ausgeschieden |